# Taichi Hasegawa
Taichi Hasegawa (長谷川 太一 Hasegawa Taichi?, nacido el 26 de febrero de 1981 en Toyama) es un exfutbolista japonés. Jugaba de centrocampista y su último club fue el Valiente Toyama de Japón.

## Trayectoria

### Clubes
| Club            | País  | Año         |
| --------------- | ----- | ----------- |
| Albirex Niigata | Japón | 1999 - 2001 |
| Valiente Toyama | Japón | 2006 - 2007 |